# 亨普希爾島
亨普希爾島（英語：Hemphill Island）是南極洲的島嶼，位於威爾克斯地，處於魯賓遜嶺和奧德伯特島之間，屬於風車群島的一部分，根據美國海軍拍攝空中照片繪入地圖，現時由南極條約體系管理。